# Соревнования военных патрулей

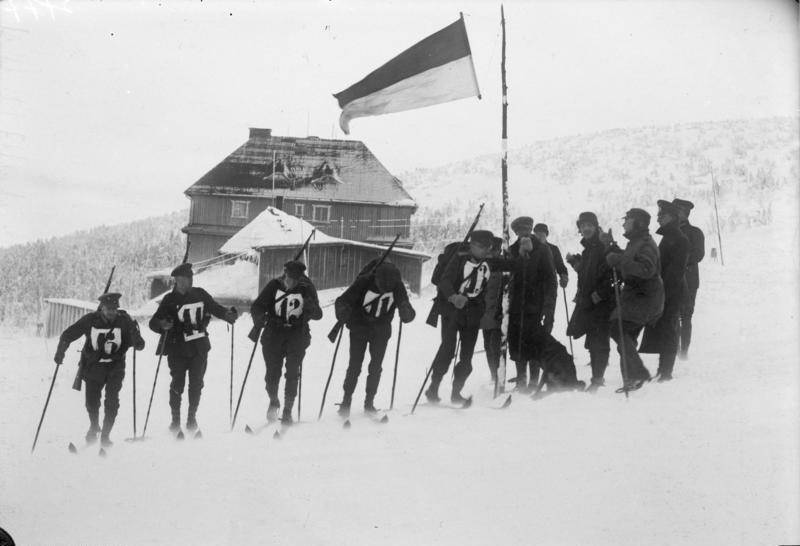
Военный патруль немецкого рейхсвера в Крконоше, 1932 год

Соревнования военных патрулей, также известны как патрульная гонка — зимний командный вид спорта, предшественник современного биатлона. Пользовался популярностью в первой половине XX века.

## Краткие правила
В гонку военных патрулей входят следующие этапы: лыжная гонка по пересечённой местности на 25 км (для женщин эта дистанция составляет 15 км), прохождение маршрута по горам (так называемый ски-альпинизм) и стрельба по целям из винтовок. Участникам предстоит преодолеть несколько возвышенностей, суммарная высота которых должна составлять от 500 до 1200 м для мужчин или от 300 до 700 м для женщин. В соревнованиях военных патрулей по современным правилам участвуют команды из 4 человек: лидер патруля и 3 члена патруля, каждый из которых ведёт стрельбу из положения лёжа (лидер в стрельбе не участвует).
В те времена, когда этот спорт был популярен, в команду входили старший офицер (лидер патруля), младший офицер и двое рядовых, причём офицер был вооружён пистолетом, но не принимал участия в стрельбе. Также у каждого был свой солдатский ранец, причём общая масса ранцев членов патруля должна была составлять как минимум 24 кг. В настоящий момент участники современных соревнований патрулей не используют ранцы.

## На Олимпийских играх
Этот вид спорта появился только на самых первых зимних Олимпийских играх в 1924 году, и тогда был разыгран один комплект наград (олимпийским чемпионом стала сборная Швейцарии, серебро досталось Финляндии, а бронза — Франции). На последующих трёх Олимпийских играх (1928, 1936, 1948) соревнования военных патрулей были только показательными, а в 1960 году в олимпийскую программу официально включили биатлон. В современном мире эти соревнования входят в программу Международного военно-спортивного совета, самое известное соревнование патрулей в наши дни — Патруль де Гласье (фр. Patrouille des Glaciers). Сегодня к этим гонкам допускают не только военных, но и гражданских.